# Allan Maher
Allan Maher (21 de julho de 1950) é um ex-futebolista australiano que atuava como goleiro.

## Carreira
Maher competiu na Copa do Mundo FIFA de 1974, sediada na Alemanha, na qual a seleção de seu país terminou na décima quarta colocação dentre os 16 participantes.